# 청명중학교
청명중학교(淸明中學校)는 대한민국 경기도 수원시 영통구 영통동에 있는 공립 중학교이다.

## 학교 연혁
- 1997년 1월 14일 : 청명중학교 설립인가(30학급)
- 1997년 11월 17일 : 초대 김영식 교장 취임
- 1997년 12월 1일 : 개교
- 1999년 2월 12일 : 제1회 졸업(69명)
- 2000년 10월 19일 : 급식소 준공
- 2005년 6월 20일 : 도서실 준공
- 2018년 12월 10일 : 체육관 준공
- 2021년 3월 1일 : 제10대 고경희 교장 취임
- 2022년 3월 1일 : 혁신학교 지정
- 2024년 1월 5일 : 제26회 졸업(186명) <총 7,926명>, 조기졸업 2학년 1명
- 2024년 3월 4일 : 제27회 입학식(218명)

## 참고 자료
- 청명중학교 - 한국교육학술정보원 학교알리미